# 火曜洋画劇場
『火曜洋画劇場』（かようようがげきじょう）は、1979年10月9日から2002年3月26日まで、毎週火曜日の夜に原則2時間枠で放送されたサンテレビジョンの映画番組である。解説は山城新伍。
途中、1987年10月にTBS制作・毎日放送の「月曜ロードショー」が火曜日へ枠移動（「ザ・ロードショー」の開始）したことに伴い、一時水曜日に移動し『水曜洋画劇場』（すいようようがげきじょう）として放送された。その後1989年10月、TBSが火曜日から水曜日に映画枠を移動（「水曜ロードショー」の開始）したことに伴い、火曜日に戻し、最終回まで放送された。

放送日・放送時間の節も参照。

## 概要
放送される映画には「山城自身嫌いなマカロニ・ウエスタン作品は放送しない。」「基本的に同じ映画は再放送しない（例外：最終回放送の「荒野の決闘」）。」「洋画しか放送しない（例外：山城自身監督作品「ミスターどん兵衛」）。」という3つの特徴があった。山城は、自身が俳優であるため、キャスティングや役者の芝居に拘った独自の着眼から解説をしていた。
番組開始当初（テレビ大阪開局以前）は、テレビ東京（旧：東京12チャンネル）から安定して番組供給が受けられたため、キー局の洋画劇場とはラインナップに余り違いはなかった。テレビ東京のネット打ち切り後は、キー局のゴールデン枠で放送した映画（ゴールデン枠で放送権利が切れた作品）を放送していた。その後は、キー局が深夜枠で放送した映画の二次放送権を購入することでコンテンツを埋めていた。キー局が深夜枠で放送した映画にはスタッフクレジットを編集せず、例えば「テレビ朝日・プロデューサー」等のキー局担当者名が記載されていた。また、テレビ東京から放映権を大量に購入したこともあった。そのため、当時の木曜洋画劇場の映像、吹き替えをそのまま使用していた。1998年10月20日放送分は、「ポリスアカデミー'94 モスクワ大作戦」を木曜洋画劇場で放送した半年後に再放送された。放送時には、当時の木曜洋画劇場のナレーションである松尾貴史のナレーションがそのまま使用された。番組末期は、ビデオソフトメーカーから直接購入したものを放送していたため、大半は字幕スーパーであった。
低予算枠の為B級映画や相当古い映画が放送される事が多く、解説の山城も遠慮なく「アクションはC級で……」等、歯に衣着せぬ批評を行っていた。キー局洋画劇場の様な大ヒット作を放送する予算がなく、かと言って深夜枠のようなアート・ミニシアター系に徹するでもなく、あくまで娯楽映画を中心に据えたラインナップが特徴。
なお、2014年現在、この番組を受け継ぐ映画放送枠としてシネマ・スタジアム（木曜19:30 - サンテレビボックス席放送時は休止）が放送されている。

## 放送日・放送時間
1979年10月9日〜1996年9月24日までは、プロ野球シーズン中は21時30分または21時35分から、プロ野球シーズンオフは21時または21時05分から放送されていた。1996年10月1日より「ニュースEyeランドf」放送開始に伴い、放送開始時間が22時になった。年末年始だけは30分繰り上げて放送された。それに伴い火曜日の園田・姫路競馬ダイジェストが24時に移動された。終了時までには元の23時30分に戻っている。
キー局の洋画劇場は野球中継延長による放送時間繰り下げは30分から1時間と決まっているが、サンテレビではプロ野球中継（「サンテレビボックス席」）を完全放送するため、試合が延長されるとどこまでも放送がずれ込んだ。

## テーマ曲とオープニング
- 1987年8月頃
  - オープニング曲は「風と共に去りぬ」のテーマ曲（アレンジ済）

※当時は、野球中継予備枠（ナイターオフは定時枠）で放送されていた他曜日の洋画劇場（いづれもタイトル部分のスーパーインポーズは協賛社表示ベースで差し替え）でも使用されていた。
- 1988年頃 - 2002年3月26日
  - オープニング曲は「モーニング·フライト」。演奏しているのはMALTA。
  - エンディング曲は「Back-Ground」（CAGNET）。
  - オープニングの映像は1988年頃に撮られて以降、1989年の時間枠移動時にカチンコのシーンだけを撮り直しただけである。

## エピソード
放送第1回目は、京都の東映太秦映画村で収録され、手にはハンドマイクを持ちながら解説を行っていた（この模様を写した写真が最終回に放送された）。
ヒット作や名作とされる作品を全く放送しなかった訳ではない。1997年10月21日、ケビン・コスナー主演『ワイアット・アープ 』は木曜洋画劇場で放送された素材を使って、午後10時から深夜12時40分まで放送された。
1994年4月26日名古屋空港で中華航空の旅客機が墜落炎上し、各テレビ局が特番を放送していた際に、サンテレビは「墜落大空港」を予定通り放送した。
放送開始20年を迎えた時には、それを記念して番宣CMが作られた。「20年、30年と続く番組を作りたい」と話していたが、その事が現実になる事はなかった。
2002年3月26日最終回（2152回目）に放送した映画は「荒野の決闘」であった。山城が好きな作品であったため、上記の「再放送をしない」という原則を覆して、「唯一の再放映」となった。